# Татјана Котова
Татјана Владимировна Котова (рус. Татьяна Владимировна Котова; Коканд, 11. децембар 1976.) некадашња је руска атлетичарка која се такмичила у скоку у даљ. Њен лични рекорд од 7,42 м остварен у Ансију 2002. је најдужи скок неке скакачице у даљ у 21. веку.
Котова је освојила бронзане медаље на Олимпијским играма 2000. и 2004. Освојила је три узастопне сребрне медаље на Светском првенству у атлетици од 2001. до 2005. Освојила је и бронзу 2007. Још веће успехе имала је у дворани, где је у три наврата освајала светска првенства у дворани: 1999, 2003. и 2006. Сребрне медаље на овим првенствима освајала је 2001. и 2004. Касније јој је одузето светско сребро 2005. и светско злато у дворани 2006. Њене остале титуле укључују победе на Европском првенству 2002. и Континенталном купу 2002.

## Живот и каријера
Котова је рођена у Коканду, Узбекистанска ССР, а одрасла је у Табошару, Таџикистанска ССР. Почела је да се бави атлетиком 1995. године, а претходно се бавила и одбојком и кошарком. Тренирала је атлетику у Барнаулу, Западни Сибир. Освојила је златну медаљу на Европском првенству за млађе сениоре (узраст до 23 године) у Туркуу у Финској, а 1999. године освојила је златну медаљу на Светском првенству у дворани у Маебашију. Била је повређена у саобраћајној несрећи у августу 2000. да би завршила као четврта само два месеца касније на Олимпијским играма 2000. у Сиднеју.

## Допинг
Котова је на Олимпијским играма 2000. била четврта у скоку удаљ. Промовисана је у трећу позицију за бронзану медаљу, девет година касније, након што је првобитна освајачица бронзане медаље Мерион Џоунс признала употребу допинга током Олимпијских игара у Сиднеју. 2013. године накнадно су тестирани узорци са Светског првенства 2005. и утврђено је да је и Котова користила допинг, па јој је, сходно томе, одузета сребрна медаља.

## Приватно
Котова данас ради као тренер атлетике у Краснодару. У браку са својим тренером Владимиром Јевгењевићем Кудрјавцевим родила је 19. априла 2009. сина, а 17. марта 2018. родила је ћерку.

## Међународна такмичења
| Представљајући Русију   | Представљајући Русију               | Представљајући Русију           | Представљајући Русију   | Представљајући Русију   | Представљајући Русију             |
| у дисциплини скок у даљ | у дисциплини скок у даљ             | у дисциплини скок у даљ         | у дисциплини скок у даљ | у дисциплини скок у даљ | у дисциплини скок у даљ           |
| Година                  | Такмичење                           | Место                           | Пласман                 | Резултат                | Напомена                          |
| ----------------------- | ----------------------------------- | ------------------------------- | ----------------------- | ----------------------- | --------------------------------- |
| 1997                    | Европско првенство за млађе сениоре | Турку, Финска                   | 1.                      | 6.57 м                  |                                   |
| 1999                    | Светско првенство у дворани         | Маебаши, Јапан                  | 1.                      | 6.86 м                  |                                   |
| 1999                    | Светско првенство                   | Севиља, Шпанија                 | 13.                     | 6.62 м                  |                                   |
| 2000                    | Олимпијске игре                     | Сиднеј, Аустралија              | 3.                      | 6.83 м                  |                                   |
| 2001                    | Светско првенство у дворани         | Лисабон, Португалија            | 2.                      | 6.98 м                  |                                   |
| 2001                    | Светско првенство                   | Едмонтон, Канада                | 2.                      | 7.01 м                  |                                   |
| 2001                    | Игре добре воље                     | Бризбејн, Аустралија            | 3.                      | 6.84 м                  |                                   |
| 2002                    | Европско првенство                  | Минхен, Немачка                 | 1.                      | 6.85 м                  |                                   |
| 2002                    | Континентални куп                   | Мадрид, Шпанија                 | 1.                      | 6.85 м                  |                                   |
| 2003                    | Светско првенство у дворани         | Бирмингем, Уједињено Краљевство | 1.                      | 6.84 м                  |                                   |
| 2003                    | Светско првенство                   | Париз, Француска                | 2.                      | 6.74 м                  |                                   |
| 2004                    | Светско првенство у дворани         | Будимпешта, Мађарска            | 2.                      | 6.93 м                  |                                   |
| 2004                    | Олимпијске игре                     | Атина, Грчка                    | 3.                      | 7.05 м                  |                                   |
| 2005                    | Светско првенство                   | Хелсинки, Финска                | 2.                      | 6.79 м                  | Дисквалификована због допинговања |
| 2006                    | Светско првенство у дворани         | Москва, Русија                  | 1.                      | 7.00 м                  | Дисквалификована због допинговања |
| 2007                    | Светско првенство                   | Осака, Јапан                    | 3.                      | 6.90 м                  |                                   |
| 2008                    | Олимпијске игре                     | Пекинг, Кина                    | 13.                     | 6.57 м                  |                                   |
| 2010                    | Европско првенство                  | Барселона, Шпанија              | 18.                     | 6.48 м                  |                                   |